# América Latina Logística
América Latina Logística S.A. (conocida por su acrónimo ALL) fue una empresa ferroviaria brasilera dedicada al transporte de mercancías.
Inicio sus actividades en 1999, y su sede operativa se situaba en Curitiba, Estado de Paraná, Brasil. Era controlada por GP Investimentos, una empresa de administración de activos comandada por Jorge Paulo Lehman, Carlos Sicupira y Marcelo Telles en conjunto con Delara. En 2006, ALL adquirió el control de Brasil Ferrovias y Novoeste Brasil.
En Brasil, la empresa operaba en los estados de São Paulo, Mato Grosso del Sur, Paraná, Santa Catarina y Río Grande del Sur. En Argentina, la empresa operaba en el Ferrocarril General Urquiza y el Ferrocarril General San Martín.

## Historia
En Brasil, América Latina Logística recibió de parte de  Fernando Henrique Cardoso la concesión por 30 años del transporte ferroviario de cargas de la antigua estatal Rede Ferroviária Federal (RFFSA):
- Red Sur (estados de Paraná, Santa Catarina y Rio Grande do Sul),
- Red Oeste (estado de Mato Grosso do Sul) y
- Red Paulista (estado de São Paulo)
- Red Norte entre Santa Fé do Sul (estado de São Paulo) a Alto Araguaia (estado de Mato Grosso).

Su flota total está compuesta por:
- 1060 locomotoras

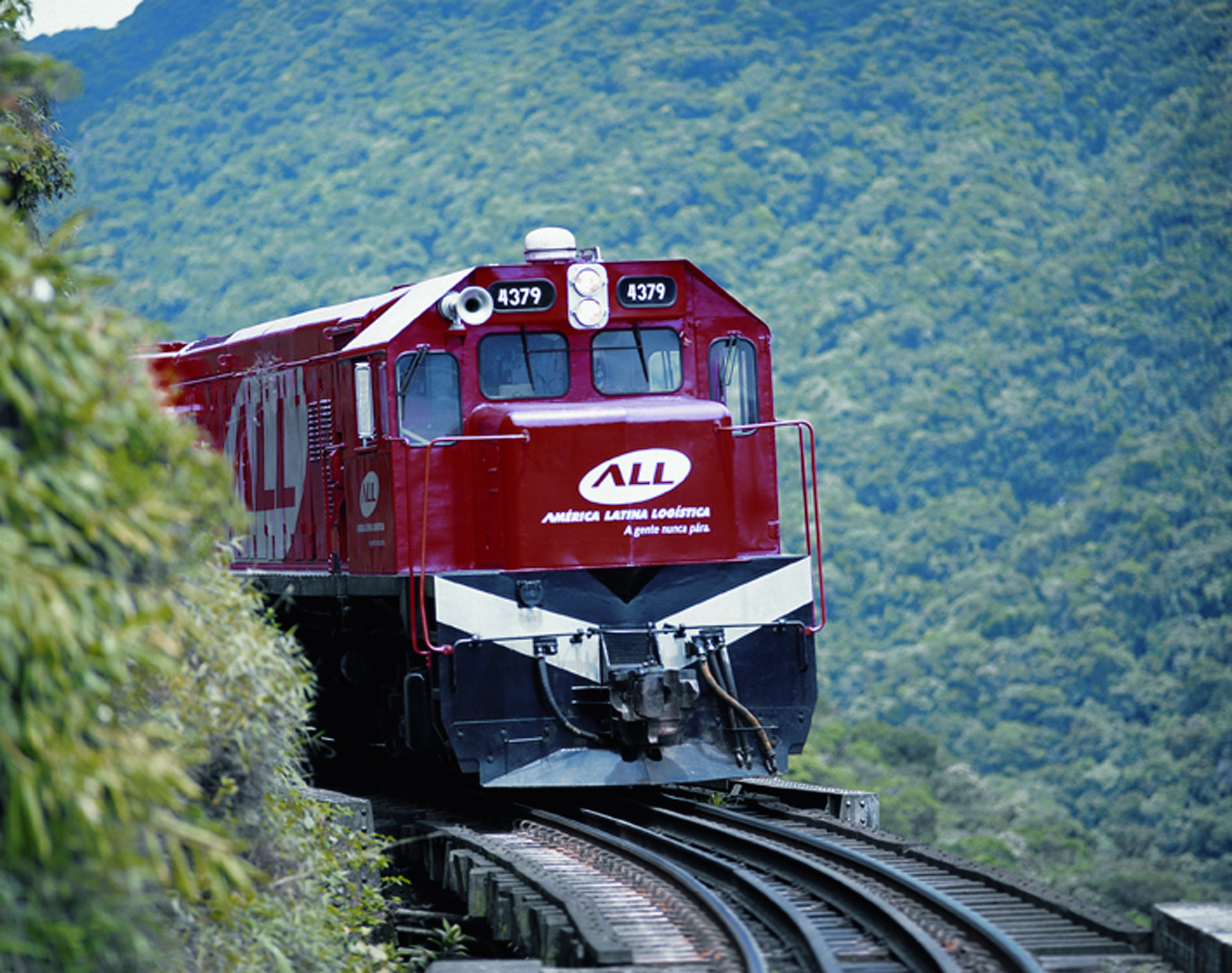
Locomotora GM G22 de ALL en 2011.

- 1000 vehículos (entre propios y agregados)[2]

En Brasil la empresa generó controversias por el financiamiento de la campaña política de Fernando Collor de Mello en 1990 siendo una de las principales beneficiarias por la privatización del transporte que realizó Mello. Mas recientemente habría financiado parte de la campaña presidencial de Lacalle Pou en Uruguay y de Mauricio Macri como alcalde de Buenos Aires en 2003.En 2020 la Comisión Nacional de Regulación del Transporte denunció ante la Justicia a la empresa por el deterioro estructural del material ferroviario, sobreprecios y diversas irregularidades. Tras un relevamiento se encontró que solo la mitad de la red estaba en funcionamiento.

## ALL en Argentina
En 1999 inicio sus actividades en la Argentina operando el servicio de cargas del Ferrocarril Urquiza, luego de que la empresa Ferrocarril Mesopotámico S.A, le vendiera a ALL sus acciones del servicio, a partir de 2000, también comenzó a operar el servicio de cargas del Ferrocarril San Martin ya que empresa concesionaria anterior (Buenos Aires al Pacífico S.A.) hiciera varios incumplimientos sobre la mala calidad del Servicio.
En 2007 se acordó entre ALL, el Ministerio de Planificación, el Ministerio de Economía y la Unidad de Renegociación y Análisis de Contratos de Servicios Públicos (UNIREN). En 2012 el secretario Ariel Franetovich denunció a la empresa por daños y perjuicios al patrimonio nacional. El control realizado a América Latina Logística reveló serias irregularidades en Córdoba, Corrientes, San Luis, San Juan, Mendoza y Entre Ríos. En 2012 la CNRT anunció que llevaban a juicio a América Latina Logística por el deterioro de las vías.Desde 1999 la empresa incumplió con los términos del contrato en inversiones, además de no abonar a los estados provinciales el canon comprometido.
La Comisión Nacional de Regulación del Transporte (CNRT) realizó un informe en el que se detallaba «es la empresa que peor cuida el mantenimiento y las condiciones de seguridad y cuenta con escaso personal idóneo abocado a las tareas». Según la CNRT es la empresa que más descarrilamientos tiene en promedio: unos 140 por año. En 2009 hubo 152 descarrilamientos, en los que se afirma que se levanta la carga y corren los vagones rotos, dejándolos en el lugar.
En junio de 2013, el Ministerio del Interior y Transporte decide rescindir la concesión de ALL por graves incumplimientos en los contratos, la falta de inversión y el abandono del material y las vías, dejando la concesión de las cargas de las líneas Urquiza y San Martín a la estatal Belgrano Cargas y Logística.
El organismo de control detectó que un 45 por ciento del trazado ferroviario a cargo de la empresa no se encontraba en funcionamiento y se hallaba en pésimo estado.